# Николай Колев Николов
Вижте пояснителната страница за други личности с името Николай Колев.
Вижте пояснителната страница за други личности с името Николай Николов.
Николай Колев Николов е основател на Държавния куклен театър в Габрово.
Роден е през 1931 г. в Разград. Семейството се премества в Габрово и Николай израства в този град. От малък рисува. Завършва Техникума по строителство и архитектура във Велико Търново, но неговата голяма страст е театърът.
С група ентусиасти през 1956 г. създава куклен театър при Детска градина „Митко Палаузов“ в Габрово. Николай К. Николов е режисьор, директор и художник до одържавяване на театъра през 1971 г. На 1 февруари 1963 г. Кукленият театър става член на Образцово народно читалище „Априлов – Палаузов“, Габрово.
През 1971 г. театърът става Държавен куклен театър. Николай К. Николов осъществява контакти с:
- изтъкнати автори като Рада Москова, Валери Петров, Златина Билярска, Максим Асенов;
- режисьорите проф. Николина Георгиева, Злати Златев, Васил Апостолов;
- художниците Иван Цонев, Ива Хаджиева, Лиляна Ангелова, Мая Петрова;
- композиторите Божидар Петков, Димитър Вълчев, Атанас Косев, Душка Тодорова;
- чуждестранни творци като Марта Яниц, Иван Пилни, Иса Якубов.

Николай К. Николов специализира 6 месеца в Полша (1967 – 1968), където изучава опита на полското куклено изкуство. Осъществява творчески контакти с театрите „Пинокио“ в Лодз (Полша), Ческе Будейовице (Чехия, Чехословакия), Ташкент (Узбекистан, СССР), Ниш (Сърбия, Югославия). Там поставя и много постановки, с които печели признание.
Под неговото ръководство Държавният куклен театър в Габрово печели много награди в България и в чужбина от фестивалите „Златният делфин“ през 1973, 1975, 1979, 1985 г., както и награди от ХІІІ международен фестивал по есперанто "Загреб '80".
Сред най-любимите му пиеси са:
- „В лунната стая“, „Пук“, „Бяла приказка“ от Валери Петров;
- „Слънчевото момиче“, „Палечка“, „Приказка за едно коте, една звездичка и още нещо“ от Максим Асенов.

В продължение на 20 години ръководи Самодейния куклен театър към читалище „Развитие“ в Севлиево като режисьор и художник. Гостува като художествен ръководител на театралните колективи в Ловеч, Михайловград (Монтана), Свищов и Велико Търново.
Освен театъра друга голяма страст на Николай К. Николов са приложните изкуства и графиката, вдъхновен от българското фолклорно богатство, българските шевици, гайтаните и дърворезбата. Твори металопластики, кукли във фолклорни носии, апликации. Рисува графики и карикатури, преобразява кратуни, вдъхновен от българските стомни. Така успява да се бори с болестта си в продължение на много години. Както сам често е казвал: „Изкуството ми дава вътрешно емоционално и национално самочувствие за опазване на националното ни фолклорно наследство.“
Организирани са 2 негови изложби в Севлиево и изложба в Архитектурно-етнографския комплекс Етъра в Габрово. Починал е на 10 август 2010 г.